# Petaurus biacensis
Petaurus biacensis é uma espécie de marsupial da família Petauridae. Endêmica da Nova Guiné Ocidental, na Indonésia.